# 가례부췌 목판
가례부췌 목판(家禮附贅 木板)은 대한민국 경상남도 밀양시에 있는 책판이다.
1990년 1월 16일 경상남도의 유형문화재 제267호 가례 부췌책판으로 지정되었다가, 2018년 12월 20일 현재의 명칭으로 변경되었다.

## 개요
선조, 인조 때에 안신(1569∼1648)이 지은 것으로 『주자가례』를 근거로 하고 우리 풍속에 맞도록 만든 실용예절 책이다.
안신은 조선 중기의 학자로, 임진왜란이 일어나자 김시민의 휘하에 들어가 많은 공을 세웠으며, 서당이 전란으로 파괴되어 학생들이 배울 곳이 없자, 동지들을 모아 서당을 짓고 학생들에게 교육을 권장하였다.
이전의 가례중심으로 쓴 저술들이 분량이 너무 많고 쉽게 얻어볼 수 없을 뿐만 아니라 임진왜란을 겪으면서 그 문적들이 거의 타 없어져서 예학에 뜻을 둔 이들은 문헌이 없음을 아쉬워 하였다. 그 때문에 이 책판을 만들게 되었다.
임진왜란으로 느슨해진 예를 다시 찾기 위해 『주자가례』와 동유의 『예설』을 기술하여 목판을 간행했다. 이 책은 처음에 저자의 서문이 붙고 다음 교정시 범례와 30여 종의 인용서목, 그리고 목록이 붙어있다.
이 책판은 임진왜란을 겪고 난 다음에 내놓은 저술이라서 당시의 규범을 알아보는데 좋은 자료로 평가된다.

## 참고 문헌
- 가례부췌 목판 - 국가유산청 국가유산포털